# Улица Панфилова (Москва)
Улица Панфи́лова — улица в районе Сокол Северного административного округа города Москвы.

## Положение улицы
Улица Панфилова начинается от улицы Алабяна, продолжая улицу Зорге. Улица проходит на север параллельно путям Малого кольца Московской железной дороги, расположенным слева. Справа к улице Панфилова примыкают улицы Левитана и Врубеля. Заканчивается улица пересечением с Волоколамским шоссе, за которым она переходит в улицу Константина Царёва.

## История
Ранее в районе улицы Панфилова находилась Большая Всехсвятская роща. В 1908 году здесь прошла линия Окружной железной дороги и была открыта станция Серебряный бор.
Улица Панфилова появилась в начале 1950-х годов во время активной застройки окрестных районов. Тогда был выстроен квартал из 17 корпусов многоэтажных сталинских домов между улицами Панфилова и Левитана. Авторы проекта застройки 3. Розенфельд, Н. Швец и А. Болонов. В 1952 году на улице была открыта школа № 693. Она расположилась в здании, построенном по типовому проекту Л. А. Степановой (с 1976 года там размещается кулинарный техникум).

## Происхождение названия
В 1953 году улице было дано название 2-я улица Левитана (по улице Левитана, находящейся рядом). 9 мая 1960 года переименована в память об Иване Васильевиче Панфилове (1893—1941) — военачальнике, Герое Советского Союза. Во время Великой Отечественной войны командовал 316-й стрелковой дивизией, которая защищала подступы к Москве на Волоколамском направлении. Погиб в бою 16 ноября 1941 года в районе разъезда Дубосеково.

## Здания и сооружения

### По нечётной стороне
- Станция Серебряный бор Малого кольца Московской железной дороги, 1903—1908, архитектор А. Н. Померанцев, инженеры Л. Д. Проскуряков, С. Карейша, П. Я. Каменцев, П. Рашевский[3]. В 2016 году открылась станция МЦК Панфиловская, названная в честь улицы.

### По чётной стороне
- № 6 — колледж сферы услуг № 10 (ранее — школа № 693).
- № 8 — двухэтажный двухсекционный жилой дом 1942 года постройки[4].
- № 10 — жилой дом. На первом этаже — детская поликлиника № 22.
- № 16, 18 — общежития Московского государственного университета пищевых производств.
- № 20 стр. 1,  памятник архитектуры (региональный) — общежитие Московского авиационного института, 1930, архитектор Н. Я. Колли, гражданский инженер И. И. Кондаков[5].

## Транспорт
В результате реализации проекта «Большая Ленинградка» автобусы стали следовать односторонним кольцом, в результате чего транспортное сообщение на улице восстановлено и назначена остановка «Улица Панфилова, 16».

### Наземный транспорт
- Остановка «Улица Панфилова, 16»:
- Остановка «МЦК Панфиловская»

Автобус 175.

### Ближайшие станции метро
- Октябрьское поле
- Сокол
- МЦК Панфиловская

### Железнодорожный транспорт
У пересечения улиц Панфилова и Алабяна расположена станция «Панфиловская» Московского центрального кольца.